# Zizhongosaurus
Zizhongosaurus, Zizhongozaur – prymitywny dinozaur z grupy zauropodów znaleziony w Chinach.

## Nazwa
Zizhongosaurus oznacza "jaszczur z Zizhong". Nazwa ta wzięła się od miejsca odnalezienia pozostałości - powiatu Zizhong.

## Wielkość
Długość: 9- 10,7m
Masa: około 20 ton (jest to jedynie oszacowanie)

## Pożywienie
rośliny

## Występowanie
Zamieszkiwał tereny dzisiejszych Chin we wczesnej jurze 189,6 - 176,5 MLT (toark).

## Odkrycie
Odnaleziony w chińskiej prowincji Syczuan. Szczątki bardzo niekompletne.

## Opis
Potężny. Czworonożny, kończyny potężne. Długa szyja. Długi ogon. Mała głowa. Łyżkowate zęby. Dosyć prymitywny zauropod. Opisany na podstawie kręgów i kości kończyn.

## Zwyczaje
Prawdopodobnie spędzał dnie na żerowaniu wśród lasów lub też niższej roślinności. Przypuszcza się, że podobnie jak inne zauropody, nie był on zbyt inteligentny.

## Systematyka
Zizhongosaurus należy do najprymitywniejszych właściwych zauropodów - wulkanodontów.

## Gatunki
- Z. chuanchengensis